# Anna Garcin-Mayade
Anna Garcin-Mayade née le 17 janvier 1897 à Pontgibaud (Puy-de-Dôme) et morte dans le même village le 3 mai 1981, est une peintre et résistante française. Elle fait ses études à Paris où elle rencontre Maurice Utrillo et Suzanne Valadon. L'élève de Renoir devient ensuite professeur de dessin à Épinal. Dénoncée en 1941, par la direction de l'établissement , elle est déportée à Ravensbrück, où elle va peindre les scènes de la vie du camp.

## Biographie

### Famille et enfance
Anna Garcin-Mayade est née en 1897 à Pontgibaud. Sa mère, Félicie Mayade, est modéliste alors que son père Elie Mayade est maréchal-ferrant.

### Études supérieures
Elle fait des études à Paris alors qu'elle est très jeune et loge chez sa tante à Montmartre. Elle rencontre à cette occasion Maurice Utrillo et Suzanne Valandon qui deviennent des amis avec qui elle a plaisir à peindre. Elle fait la connaissance d'Auguste Renoir à l'âge de dix-sept ans, et devient l'élève de Renoir.
Peu avant que sa vie ne bascule, elle adhère au parti communiste français que dirige Maurice Thorez. En 1939, à 42 ans, elle est nommée au lycée de jeunes filles d’Épinal.

## Résistance
Le 30 octobre 1943, en répondant aux vœux exprimés par le Général de Gaulle sur l'antenne de la BBC, à Londres, elle fait observer un temps de silence à ses élèves en signe de protestation contre l'occupation de la France par l'armée allemande. Deux élèves, filles de collaborateurs, la dénoncent à la kommandantur qui informe la police française. Anna Garcin-Mayade est arrêtée et remise à la justice
Du 30 octobre au 1er mai 1944, Anna Garcin-Mayade est livrée aux Allemands.
Pendant cette période, elle est transférée de prison en prison. Elle est condamnée pour manifestations anti-allemandes et activité communiste par le tribunal de Nancy puis déportée.

### Déportation
Du 1er au 13 mai 1944, Anna Garcin-Mayade transite par le camp d'internement de Romainville jusqu'à sa déportation pour le camp de concentration pour femmes de Ravensbrück. Du 16 mai 1944 à sa libération, elle est travailleuse de nuit à Ravensbrück où elle fabrique des ampoules. Elle porte le matricule 39 119. Épuisée et les doigts engourdis par le froid, elle fait tomber un condensateur électrique en porcelaine. Elle est, pour cela, violentée par les gardiens qui l'accusent de sabotage et transférée au camp disciplinaire de Rechlin (dépendant de Ravensbrück), qualifié également de camps de la mort lente.
Dans ce camp, Anna Garcin-Mayade doit effectuer des travaux de terrassement. Elle creuse des tranchées sans en connaître l'utilité future. Beaucoup de femmes meurent dans ces tranchées ou sur le bord de la route. Elle est réveillée le matin à 3 heures par la sirène du camp et attend dans la cour immobile le second appel de 6 heures.
Anna Garcin-Mayade explique comment elle a survécu à la déportation : elle voulait rentrer à Pontgibaud et revoir sa mère mais aussi témoigner des horreurs vécues et crier sa haine contre le fascisme. Dessinatrice, elle dérobe un crayon et des morceaux de papier blanc sur lesquels elle dessine des scènes de sa vie quotidienne dans les deux camps.

## Libération
Anna Garcin-Mayade et son amie de camp Paulette Pradel, originaire de Tulle, sont sauvées de justesse par la Croix-Rouge suédoise. Elles sont rapatriées en Suède, soignées puis transférées en France. Beaucoup de ses camarades meurent d'épuisement au cours de ce transfert.
De 1945 jusqu’à sa retraite, Anna Garcin Mayade fut professeure de dessin au lycée de Brive.

## Ses œuvres
La Croix Rouge fait brûler, pour des raisons d'hygiène, les vêtements de toutes les déportées, faisant ainsi disparaître les témoignages d'Anna Garcin-Mayade qu'elle cache dans ses poches. Ce n'est qu'après son retour en France, plusieurs années plus tard, que de mémoire, elle reproduit ses scènes de la vie quotidienne dans les camps, témoins de sa déportation.
Ces œuvres témoignent de la vie du camp, la recherche systématique de l'avilissement, le froid, les coups, la faim... Ses dessins, lavis ou huiles sont signés de son nom ou de son numéro de déportée. La composition, les couleurs sont au service du témoignage et de la dénonciation du crime.
Anna Garcin-Mayade a fait don de ses œuvres aux municipalités de Pontgibaud et de Tulle, ainsi qu'au centre Edmond Michelet situé à Brive-la-Gaillarde, où une salle lui est consacrée.

## Établissement portant son nom
Le collège de Pontgibaud (63230 Puy de Dôme) porte le nom d'Anna Garcin-Mayade en son honneur.